# Аршил Горки
А́ршил Го́рки (англ. Arshile Gorky, настоящее имя Восданиг Мануг Адоян; арм. Ոստանիկ Մանուկ Ատոյեան; 15 апреля 1904, Хорком, Ванский вилайет, Османская империя — 21 июля 1948, Шерман, Коннектикут, США) — американский художник армянского происхождения, один из основателей абстрактного экспрессионизма. Считается одним из влиятельных американских художников XX века, его картины выставлены во всех крупнейших галереях США, а также в лондонской галерее Тейт.

## Биография

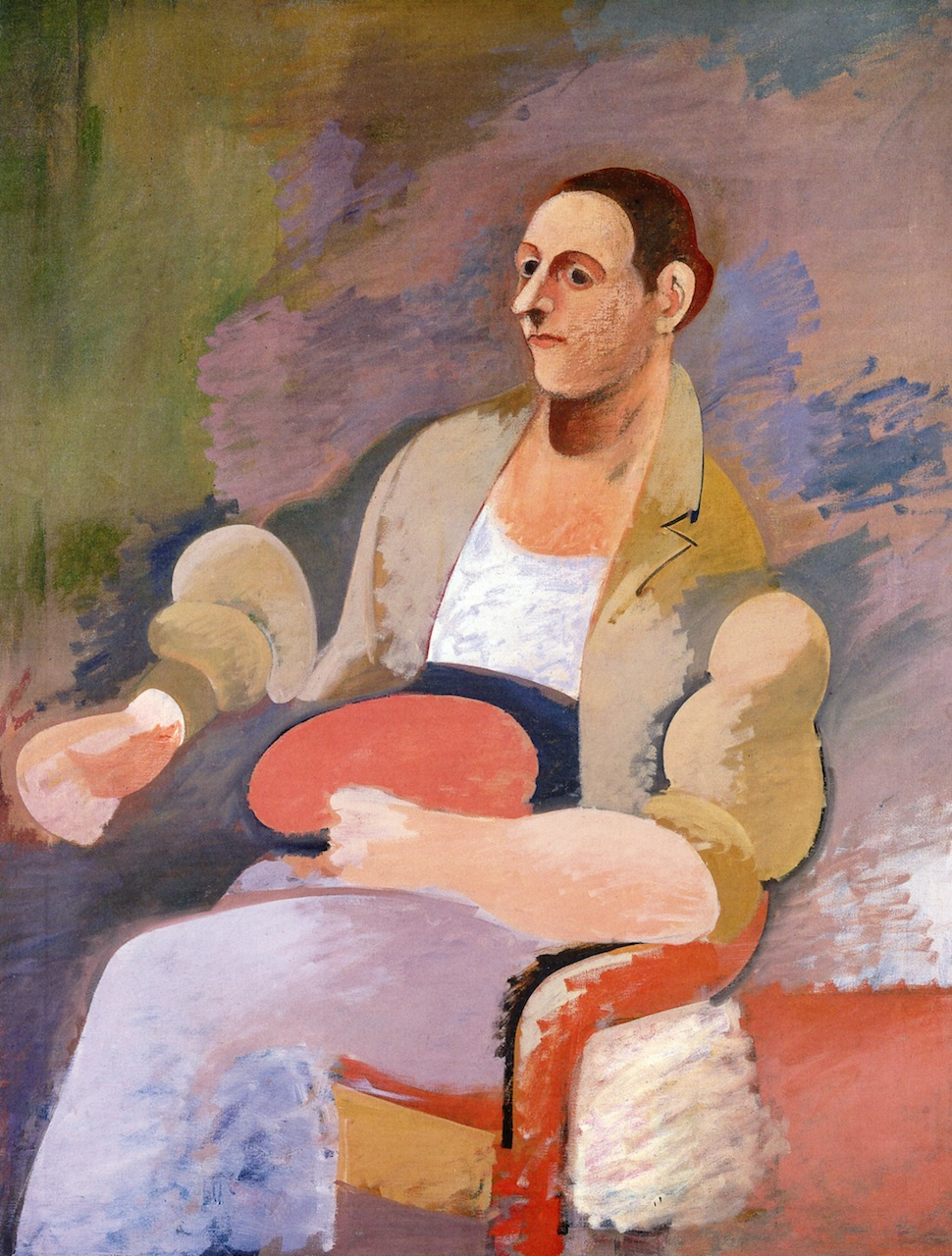
Портрет мастера Билла, 1929–1936. х., м.

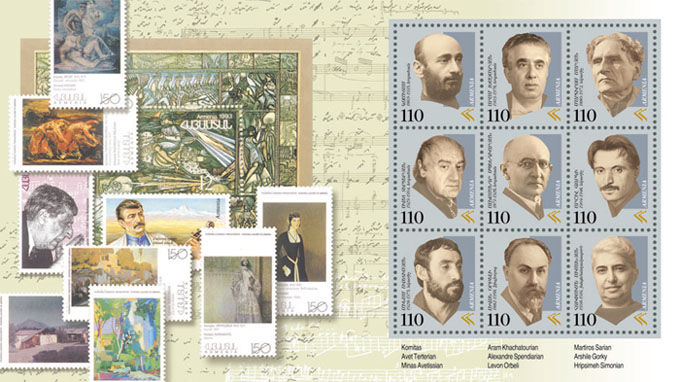
Комитас, Хачатурян, Сарьян, Тертерян, Спендиарян, Горки, Аветисян, Орбели, Симонян

Родился в армянской семье в селе Хорком, близ города Ван.
В 1915 году во время геноцида армян бежал вместе с матерью и тремя сёстрами в российское Закавказье. После того, как мать в 1919 году умерла от голода в Ереване, Горки эмигрировал в 1920 году в США, к отцу. В поисках себя он меняет своё имя на «Аршил Горки», намекая на любимого писателя Максима Горького.
Посещал художественную школу штата Род-Айленд в Провиденсе. В 1922 Горки поступает в Новую школу дизайна Бостона, сначала рисует под влиянием импрессионистов, позже — постимпрессионистов (в это время он живёт в Нью-Йорке). В начале учёбы Горки находился под влиянием Сезанна, а с 1928 года — Пикассо. С 1941 года Горки работает в своём индивидуальном стиле, в котором сочетает абстрактные формы с текучей живописной манерой.
В 1926—1931 годах преподавал в художественной школе и Центральном художественном училище в Нью-Йорке.
В 1930 году работы участников группы, в которую входил Горки, были выставлены в Музее современного искусства в Нью-Йорке. Первая персональная выставка Горки состоялась в Галерее Меллона в Филадельфии в 1931 году. В 1930-e годы Горки тесно сотрудничал с Стюартом Дэвисом, Виллемом де Кунингом и Джоном Грэмом. С 1935 по 1939 год он работал в качестве художника-монументалиста, участвовал в создании росписей для аэропорта Ньюарк. В 1938 году открылась большая выставка его работ в нью-йоркской галерее Бойер. В 1941 году художественный музей Сан-Франциско организовал его выставку. В 1944 году он познакомился с Андре Бретоном и другими известными сюрреалистами.
Последний год жизни Горки был полон трагических событий: сгорает мастерская Горки вместе с работами, у художника обнаруживается рак, он попадает в автокатастрофу и, сломав руку, лишается возможности рисовать, а жена покидает его, забрав с собой детей.
21 июля 1948 года, в возрасте 44 лет, Горки совершает самоубийство, повесившись. Похоронен на кладбище в городе Шерман в Коннектикуте.

## Творчество
Наиболее известные картины Горки: «Портрет художника и его матери» (1926—1936, размытость линий рук матери — одна из основных тем в фильме «Арарат» Атома Эгояна), «Пейзаж в манере Сезанна» (1927), «Автопортрет» (1937), «Организация» (1933—1936), «Композиция» (1936−1939), «Сад в Сочи» (1943), «Лист артишока как сова», «Печень как петушиный гребень», «Как вышитый передник моей матери разворачивается в моей судьбе» (1944), «Улица доброй надежды» (1945), «Агония», «Год за годом», «Помолвка 2» (1947) и др.
Также известны его меланхоличные письма к сестре в Армению, где он рассуждает о трагической судьбе Родины, о смерти матери.

## Наследие
10 ноября 2011 года безымянное полотно художника, написанное в 1941 году, было продано на аукционе Christie’s за $902 500.

## Семья
Агнес Магрюдер (англ. Agnes Magruder; 1921—2013) — жена (с 1941 года), дочь адмирала Джона Х. Магрюдера
- Маро (род. 1943) — дочь, художница, вышла замуж за английского писателя Мэттью Спендера, сына поэта Стивена Спендера.
- Наташа (Ялда; род. 1945) — дочь

## Память

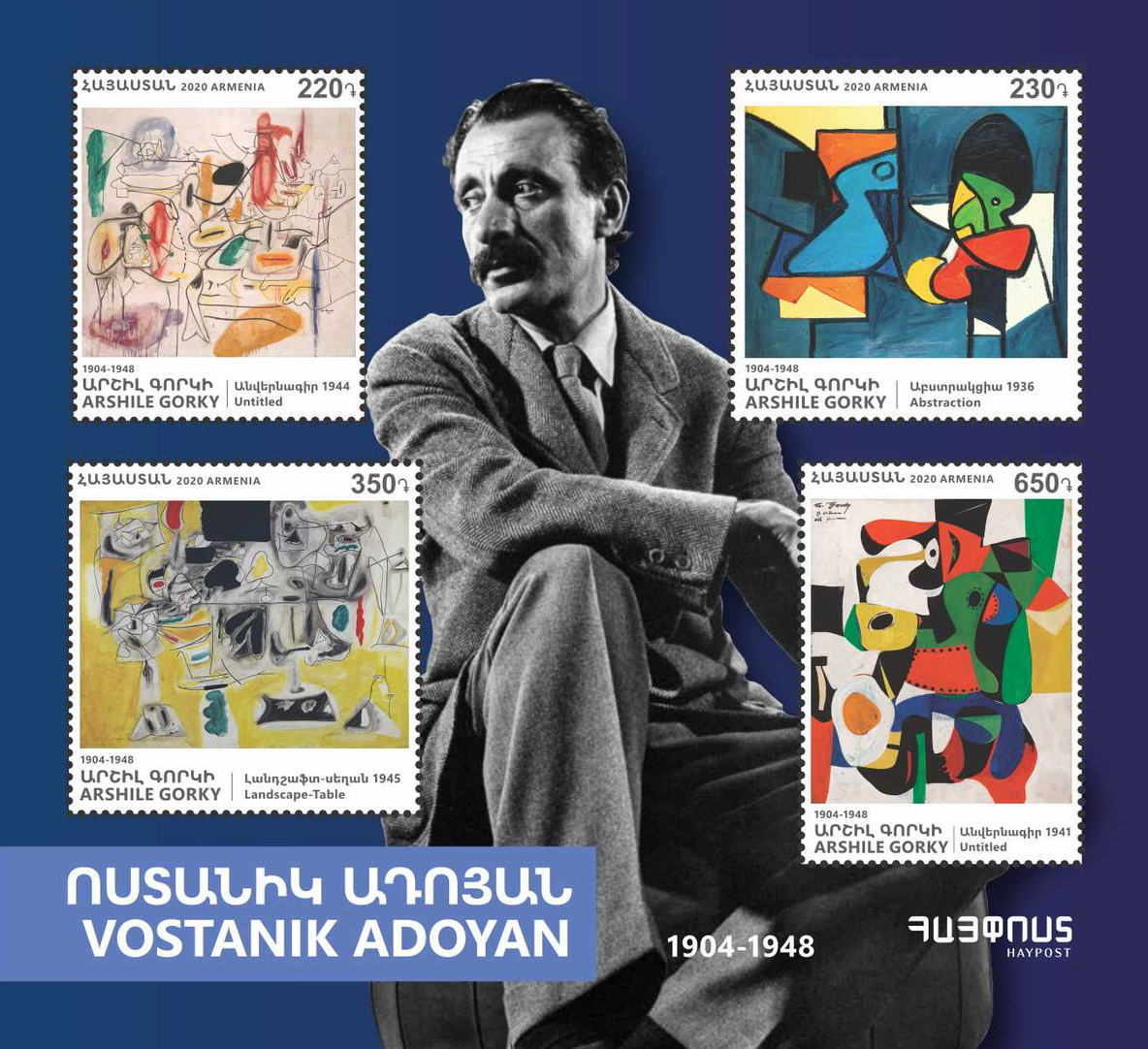
Почтовый блок Армении, 2020

- Переживший геноцид Горки упоминается в романе «Синяя борода» К. Воннегута в качестве друга главного героя Рабо Карабекяна, тоже художника-экспрессиониста и армянина по происхождению.
- О его жизни создан фильм «Арарат» А. Эгояна, пьеса Чарли Мии «Отель Кассиопея».
- В 2000 году была выпущена почтовая марка Армении, посвящённая Горки.
- Нурицей Матосян была написана книга «Чёрный ангел. Жизнь Аршиля Горки», которая была издана на разных языках. В ней представлены жизнь и творчество известного американского художника армянского происхождения[9]